# Plano proyectivo real
| El polígono fundamental del plano proyectivo | La banda de Möbius con un solo borde, puede cerrarse en un plano proyectivo pegando juntos los bordes abiertos opuestos | En comparación, la botella de Klein es una tira de Möbius cerrada en un cilindro |

En matemáticas, el plano proyectivo real es un ejemplo de una variedad bidimensional compacta no orientable; en otras palabras, una superficie unilateral. No se puede embeber en un espacio tridimensional estándar sin intersecarse. Tiene aplicaciones básicas en geometría, dado que la construcción común del plano proyectivo real coincide con la del espacio de rectas en R3 que pasan por el origen. 
El plano también se describe a menudo topológicamente, en términos de una construcción basada en la banda de Möbius: si se pudiera pegar el borde (simple) de la tira de Möbius en la dirección correcta, se obtendría el plano proyectivo (lo que no es posible en el espacio tridimensional sin que la superficie se interseque consigo misma). De manera equivalente, pegar un disco a lo largo del límite de la tira de Möbius da el plano proyectivo. Topológicamente, tiene la característica de Euler 1, y por lo tanto, se trata de un semigenus (género no orientable, género de Euler) de valor 1. 
Dado que la banda de Möbius, a su vez, puede construirse a partir de un cuadrado pegando dos de sus lados, el plano proyectivo real puede representarse como un cuadrado unitario (es decir, [0, 1] × [0,1]) con sus lados identificados por las siguientes relaciones de equivalencia: 
(0, y ) ~ (1, 1 - y )   para 0   ≤   y   ≤   1
y 
( x, 0) ~ (1 - x, 1)   para 0   ≤ x ≤ 1,
como en el diagrama de la izquierda que se muestra más abajo. 

## Ejemplos
La geometría proyectiva no tiene que ver necesariamente con la curvatura y el plano proyectivo real puede retorcerse y colocarse en el plano euclídeo o en el espacio tridimensional de muchas maneras diferentes. Algunos de los ejemplos más importantes se describen a continuación. 
El plano proyectivo no se puede incrustar (sin intersección) en el espacio euclídeo tridimensional. La prueba de que el plano proyectivo no se incrusta en el espacio euclidiano tridimensional es la siguiente: suponiendo que se incruste, uniría una región compacta en el espacio euclídeo tridimensional según el teorema de la curva generalizada de Jordan. El campo vectorial normal de la unidad que apunta hacia afuera daría una orientación del límite de la variedad, pero el límite sería el plano proyectivo, que no es orientable. Esto es una contradicción, por lo que la suposición inicial de que sí es posible incrustarlo debe ser falsa. 

### La esfera proyectiva
Considérese una esfera, y sean sus círculos máximos las "líneas rectas" de la superficie, estableciendo además la condición de que los pares de puntos antipodales se consideran los "puntos" de la superficie. Es fácil verificar que este sistema cumple los axiomas requeridos para ser un plano proyectivo: 
- Cualquier par de círculos máximos distintos se encuentran en un par de puntos antipodales; y
- Cualesquiera dos pares distintos de puntos antipodales se encuentran en un único círculo máximo.

Si se identifica cada punto de la esfera con su punto antipodal, se obtiene una representación del plano proyectivo real en la que los "puntos" del plano proyectivo son realmente puntos. Esto significa que el plano proyectivo es el espacio cociente de la esfera obtenido al dividirla en clases bajo la relación de equivalencia ~, donde x ~ y si y = − x. Este espacio cociente de la esfera es homeomorfo con la colección de todas las líneas que pasan por el origen en R3. 
La aplicación cociente de la esfera en el plano proyectivo real es, de hecho, un recubrimiento de dos láminas (es decir, dos a uno). Se deduce que el grupo fundamental del plano proyectivo real es el grupo cíclico de orden 2; es decir, el conjunto de los enteros expresados en módulo 2. Se puede tomar el bucle AB de la figura de arriba como generador. 

### El hemisferio proyectivo
Debido a que la esfera recubre el plano proyectivo real dos veces, el plano puede representarse como un hemisferio cerrado alrededor de cuyo borde se identifican puntos opuestos similares.

### La superficie de Boy: una inmersión
El plano proyectivo puede sumergirse (los vecindarios locales del espacio fuente no tienen auto-intersecciones) en 3 espacios. La superficie de Boy es un ejemplo de inmersión. 
Los ejemplos poliédricos deben tener al menos nueve caras.

### Superficie romana

Una animación de la superficie romana

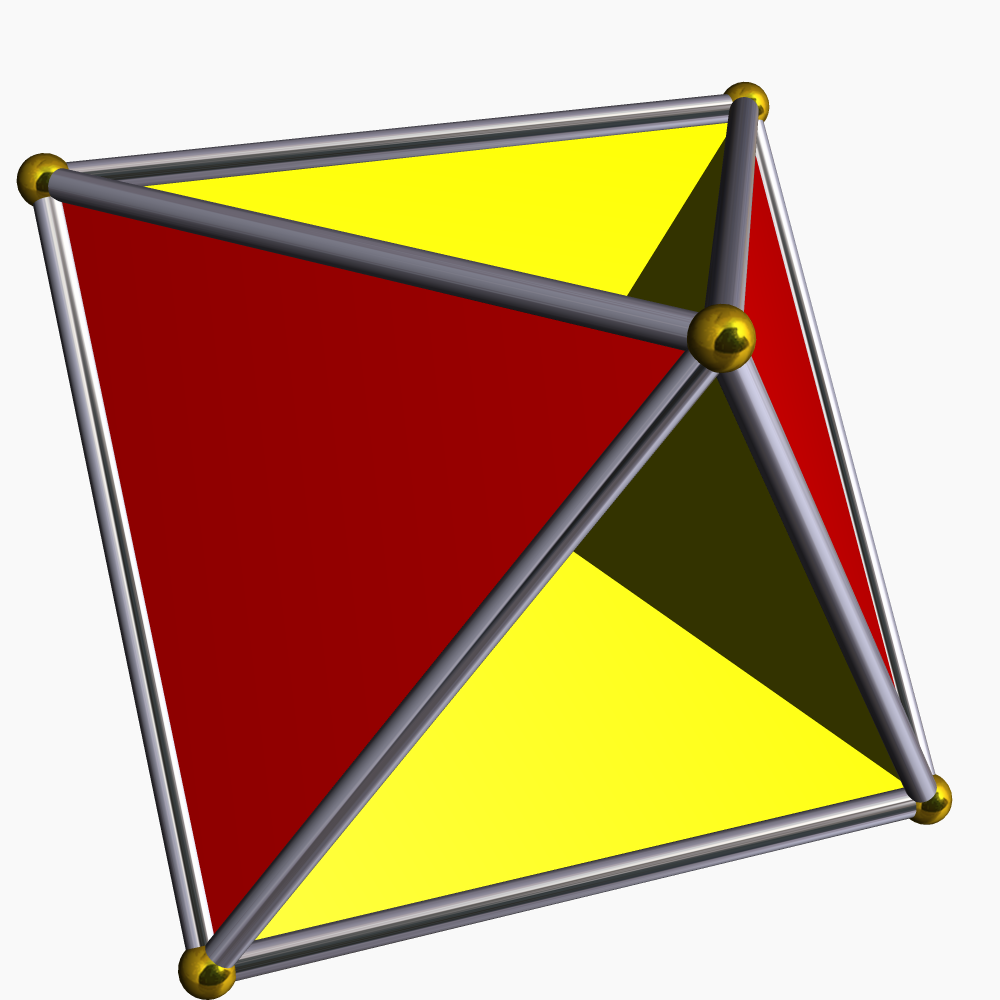
El tetrahemihexaedro es una representación poliédrica del plano proyectivo real

La superficie romana de Steiner es un mapa más degenerado del plano proyectivo en el espacio tridimensional, que contiene una  gorra cruzada.
Una representación poliédrica es el tetrahemihexahedro, que tiene la misma forma general que la superficie romana de Steiner, que se muestra aquí.

### Hemipoliedros
Mirando en la dirección opuesta, ciertos politopos regulares abstractos - hemicubo, hemidodecaedro y hemicosaedro - pueden construirse como figuras regulares en el plano proyectivo (véase también poliedros proyectivos).

### Proyecciones planas
Se han descrito varias proyecciones planas o aplicaciones del plano proyectivo. En 1874, Klein describió la aplicación siguiente:
{\displaystyle k(x,y)=\left(1+x^{2}+y^{2}\right)^{\frac {1}{2}}{\begin{pmatrix}x\\y\end{pmatrix}}}
La proyección central del hemisferio proyectivo sobre un plano produce el plano proyectivo infinito habitual, que se describe a continuación. 

### Disco con gorra cruzada
Se obtiene una superficie cerrada pegando un disco a una gorra cruzada. Esta superficie se puede representar paramétricamente mediante las siguientes ecuaciones: 
{\displaystyle {\begin{aligned}X(u,v)&=(r\,(1+\cos v)\,\cos u,r\,(1+\cos v)\,\sin u,-\operatorname {tanh} \left(u-\pi \right)\,r\,\sin v)\end{aligned}}}

donde u y v varían de 0 a 2π. 
Estas ecuaciones son similares a las de un toro. La Figura   1 muestra un disco con una gorra cruzada cerrado. 
|                                                        |
| Figura 1. Dos vistas de un disco con una gorra cruzada |

Un disco con una gorra cruzada tiene un plano de simetría que pasa a través de su segmento de línea de puntos dobles. En la figura 1, el disco con la gorra cruzada se ve desde arriba de su plano de simetría z = 0, pero se vería igual si se observa desde abajo. 
Un disco con una gorra cruzada puede abrirse a lo largo de su plano de simetría, mientras se asegure que no se cortan ninguno de sus puntos dobles. El resultado se muestra en la Figura   2) 
|                                                                                            |
| Figura 2. Dos vistas de un disco con una gorra cruzada que se ha abierto tras seccionarse. |

Una vez que se haga esta excepción, se verá que el disco con las gorras cruzadas es homeomorfo a un disco de auto intersección, como se muestra en la Figura   3) 
|                                                                     |
| Figura 3. Dos vistas alternativas de un disco de auto intersección. |

El disco de auto-intersección es homeomorfo a un disco ordinario. Las ecuaciones paramétricas del disco de auto intersección son: 
{\displaystyle {\begin{aligned}X(u,v)&=r\,v\,\cos 2u,\\Y(u,v)&=r\,v\,\sin 2u,\\Z(u,v)&=r\,v\,\cos u,\end{aligned}}}
donde u varía de 0 a 2π y v varía de 0 a 1. 
Proyectando el disco auto-intersecante en el plano de simetría (z = 0 en la parametrización dada anteriormente) que pasa solo a través de los puntos dobles, el resultado es un disco ordinario que se repite (se duplica sobre sí mismo). 
El plano z = 0 corta el disco auto intersecante en un par de discos que son reflejos especulares entre sí. Los discos tienen centros en el origen. 
Ahora, considérense los bordes de los discos (con v = 1). Los puntos en el borde del disco auto intersecante vienen en pares, que son reflejos entre sí con respecto al plano z = 0. 
Se forma un disco con una gorra cruzada al identificar estos pares de puntos, haciéndolos equivalentes entre sí. Esto significa que un punto con parámetros (u, 1) y coordenadas {\displaystyle (r\,\cos 2u,r\,\sin 2u,r\,\cos u)} se identifica con el punto (u+π, 1) cuyas coordenadas son {\displaystyle (r\,\cos 2u,r\,\sin 2u,-r\,\cos u)}. Pero esto significa que los pares de puntos opuestos en el borde del disco ordinario (equivalente) se identifican entre sí; así es como se forma un plano proyectivo real a partir de un disco. Por lo tanto, la superficie que se muestra en la Figura 1 (gorra cruzada con disco) es topológicamente equivalente al plano proyectivo real RP2.

## Coordenadas homogéneas
Los puntos en el plano se pueden representar mediante coordenadas homogéneas. Un punto tiene coordenadas homogéneas [ x : y : z ], donde las coordenadas [ x : y : z ] y [ tx : ty : tz ] se considera que representan el mismo punto, para todos los valores distintos de cero de t. Los puntos con coordenadas [ x : y : 1] son el plano real habitual, denominado parte finita del plano proyectivo, y los puntos con coordenadas [x : y : 0], llamados puntos en el infinito o puntos ideales, constituyen una línea llamada la línea del infinito. Las coordenadas homogéneas [0 : 0 : 0] no representan ningún punto.
Las líneas rectas en el plano también se pueden representar mediante coordenadas homogéneas. Una línea proyectiva correspondiente al plano ax + by + cz = 0 en R3 tiene las coordenadas homogéneas (a : b : c ). Por lo tanto, estas coordenadas tienen la relación de equivalencia (a : b  : c) = (da : db : dc) para todos los valores distintos de cero de d. Por lo tanto, una ecuación diferente de la misma línea dax + dby + dcz = 0 da las mismas coordenadas homogéneas. Un punto [x : y : z] se encuentra en una línea recta (a : b : c) si ax + by + cz = 0. Por lo tanto, líneas rectas con coordenadas (a : bi : c) donde a, y  b no son ambos 0, corresponden a las rectas en el plano real habitual, porque contienen puntos que no están en el infinito. La recta con coordenadas (0 : 0 : 1) es la recta del infinito, ya que los únicos puntos en ella son aquellos con   z = 0. 

### Puntos, líneas y planos
Una línea en P2 puede ser representada por la ecuación ax + by + cz = 0. Si se tratan a, b y c como el vector columna ℓ y x, y, z como el vector columna x, entonces la ecuación anterior se puede escribir en forma matricial como: 
x T ℓ = 0 o ℓ T x = 0.
Usando notación vectorial, se puede escribir x ⋅ ℓ = 0 o ℓ ⋅ x = 0. 
La ecuación k(xTℓ) = 0 (donde k es un escalar distinto de cero) barre un plano que pasa por cero en R3, y k(x) barre una recta, nuevamente pasando por cero. El plano y la recta son subespacios lineales en R3, que siempre pasan por cero. 

### Puntos ideales
En P2, la ecuación de una recta es ax + by + cz = 0 y esta ecuación puede representar una línea en cualquier plano paralelo al plano x multiplicando la ecuación por k. 
Si z = 1 se tiene una coordenada homogénea normalizada. Todos los puntos que tienen z = 1 crean un plano. Supóngase que se está mirando ese plano (desde una posición más alejada del eje z y mirando hacia el origen) y hay dos líneas paralelas dibujadas en el plano. Desde la posición del observador (dadas sus capacidades visuales) solo es posible ver gran parte del plano, que se representa como el área delineada en rojo en el diagrama. Si se produce un alejamiento del plano a lo largo del eje z (aún mirando hacia atrás en sentido al origen), se puede ver una mayor parte del plano. En el campo de visión, los puntos originales se han movido. Se puede reflejar este movimiento dividiendo la coordenada homogénea por una constante. En la imagen adyacente, se ha dividido entre 2, por lo que el valor de z ahora se convierte en 0,5. Si se camina lo suficientemente lejos, lo que se está viendo se convierte en un punto en la distancia. A medida que se está cada vez más lejos, se divisan más y más líneas paralelas. Las líneas rectas se encontrarán en una línea en el infinito (una línea que pasa por cero en el plano en z = 0). Las líneas en el plano cuando z = 0 son puntos ideales. El plano en z = 0 es la línea del infinito. 
El punto homogéneo (0, 0, 0) es donde van todos los puntos reales cuando se mira el plano desde una distancia infinita, una línea en el plano z = 0 es donde se cruzan las líneas paralelas.

### Dualidad
En la ecuación xTℓ = 0 hay dos vectores columna. Se puede mantener uno constante y variar el otro. Si se mantiene el punto x constante y se varían los coeficientes ℓ se crean nuevas líneas rectas que pasan por el punto. Si se mantienen constantes los coeficientes y se varían los puntos que satisfacen la ecuación, también se crea una recta. Se considera x como un punto, porque los ejes que se están utilizando son x, y, y z. Si, en cambio, se representan los coeficientes usando el eje marcado a, b, c los puntos se convertirían en rectas y las rectas se convertirían en puntos. Si se demuestra algo con los datos medidos sobre los ejes marcados con x, y, y z, se puede usar el mismo argumento para los datos trazados sobre los ejes marcados con a, b y c. Esta propiedad se denomina dualidad. 

#### Rectas que unen puntos e intersección de rectas (dualidad)
La ecuación xTℓ = 0 calcula el producto interno de dos vectores columna. El producto interno de dos vectores es cero si los vectores son ortogonales. En P2, la recta entre los puntos x1 y x2 puede representarse como un vector columna ℓ que satisface las ecuaciones x1Tℓ = 0 y x2Tℓ = 0, o en otras palabras, un vector columna ℓ que es ortogonal a x1 y x2. El producto cruzado permite calcular dicho vector: la recta que une dos puntos tiene coordenadas homogéneas dadas por la ecuación x1 × x2. La intersección de dos rectas se puede encontrar de la misma manera, usando la dualidad, como el producto cruzado de los vectores que representan las líneas, ℓ1 × ℓ2.

## Incrustado en un espacio de 4 dimensiones
El plano proyectivo se incrusta en el espacio euclidiano de 4 dimensiones. El plano proyectivo real P2(R) es el cociente de las dos esferas. 
S 2 = {( x, y, z ) ∈ R 3 : x 2 + y 2 + z 2 = 1}
por la relación antipodal (x, y, z) ~ (−x, −y, −z). Considérese la función R3 → R4 dada por (x, y, z) ↦ (xy, xz, y2 − z2, 2yz). Esta aplicación se restringe a una función cuyo dominio es S2 y, dado que cada componente es un polinomio homogéneo de grado par, toma los mismos valores en R4 en cada uno de los dos puntos antipodales en S2. Esto produce una aplicación P2(R) → R4. Además, esta aplicación es una incrustación. Téngase en cuenta que esta incrustación admite una proyección en R3 que es la superficie romana. 

## Superficies no orientables superiores
Al pegar los planos proyectivos sucesivamente se obtienen superficies no orientables de demigenus superior. El proceso de pegado consiste en cortar un pequeño disco de cada superficie e identificar (pegar) sus círculos límite. Pegar dos planos proyectivos crea la botella de Klein. 
El artículo sobre el polígono fundamental describe las superficies superiores no orientables. 